# Grå-el
Gråel (Alnus incana), ofte skrevet grå-el, er et op til 20 m højt træ, der vokser på fugtig bund i skove og moser.
Gråel er et stort, løvfældende træ med en slank og opret vækstform. Der er som regel kun én, lige gennemgående stamme. grenene er først stejlt oprette, senere noget mere udstående og overhængende. Barken er først glat og grønligt mørkegrå, senere får den lyse korkporer og bliver mørkegrå, og til sidst er den mørkegrå og furet.
Knopperne sidder spredt og er kortstilkede. De er ovale til omvendt ægformede. Farven er gråviolet med blåhvid dug. Bladene er ægformede med savtakket rand og grovere lapper ved spidsen. Bladet har tydelig spids. Oversiden er matgrøn, mens undersiden er hvidligt grågrøn. De grønne blade falder først af inde i november.
Han- og hunblomster er samlet i særskilte rakler. Blomstringen finder sted i marts-april, i gunstige vintre allerede fra slutningen af februar. Hunraklerne bliver ved modenhed til "ellekogler". De er ægformede med kort stilk. Frøene modner godt og spirer villigt.
Rodnettet består af grove, højtliggende hovedrødder og fint forgrenede siderødder. Som alle El kan også denne forsyne sig med kvælstof ved hjælp af aktinomyceter (Frankia sp.), som den huser i knolde på rødderne.
Højde x bredde og årlig tilvækst: 20 × 10 m (30 × 20 cm/år).

## Voksested
Gråel er pionertræ i det nordøstlige Europa og i Sibirien, hvor det danner skovgrænse ind mod tundraen sammen med dunbirk og bævreasp (i Sibirien også med sibirisk lærk. Træets krav til jordbunden er meget beskedne, dog trives det ikke på sur, tørveholdig jord. Det tåler frost, og det er lyskrævende, men tåler vind.

## Anvendelse
Gråel er en lidt mere robust træart end rødel, og plantes mest på sandjord. Træet er velegnet som hjælpetræ i mange plantninger. De kraftige rodskud kan dog være generende. Gråel skæres bort, når andre træer og buske vokser til.